# Associazione Calcio Udinese 1940-1941
Questa pagina raccoglie i dati riguardanti l'Associazione Calcio Udinese nelle competizioni ufficiali della stagione 1940-1941.

## Rosa
| N. |                   | Ruolo | Calciatore           |
| -- | ----------------- | ----- | -------------------- |
|    | Italia (bandiera) | C     | Giuseppe Baldassi    |
|    | Italia (bandiera) | D     | Lino Eros Battoia    |
|    | Italia (bandiera) | C     | Marco Barbot         |
|    | Italia (bandiera) | D     | Celso Battaia        |
|    | Italia (bandiera) | A     | Antonio Bertoli      |
|    | Italia (bandiera) | D     | Alfredo Calderoni    |
|    | Italia (bandiera) | P     | Gino Cantoni         |
|    | Italia (bandiera) | D     | Giovanni Clocchiatti |
|    | Italia (bandiera) | A     | Aleardo Del Cet      |
|    | Italia (bandiera) | D     | Alvise De Jeso       |
|    | Italia (bandiera) | A     | Walter Del Medico    |
|    | Italia (bandiera) | C     | Antonio Della Rosa   |
|    | Italia (bandiera) | C     | Athos Dianti         |
|    | Italia (bandiera) | A     | Walter D'Odorico     |

| N. |                   | Ruolo | Calciatore        |
| -- | ----------------- | ----- | ----------------- |
|    | Italia (bandiera) | A     | Giuseppe Donaer   |
|    | Italia (bandiera) | A     | Aldo Ferigo       |
|    | Italia (bandiera) | D     | Severino Feruglio |
|    | Italia (bandiera) | C     | Attilio Gallo     |
|    | Italia (bandiera) | D     | Renzo Giovannoni  |
|    | Italia (bandiera) | P     | Ramiro Gremese    |
|    | Italia (bandiera) | A     | Germano Mian      |
|    | Italia (bandiera) | A     | Antonio Moro      |
|    | Italia (bandiera) | C     | Giulio Rossi      |
|    | Italia (bandiera) | C     | Aldo Spivach      |
|    | Italia (bandiera) | P     | Giuseppe Tonello  |
|    | Italia (bandiera) | A     | Antigone Varaldi  |
|    | Italia (bandiera) | D     | Bruno Zorzi (II)  |
|    | Italia (bandiera) | D     | Luigi Zorzi (I)   |

## Risultati

### Serie B

#### Girone di andata
| Arbitro: | Carpani (Milano) |

|               |           |                  |
| D'Odorico 38’ | Marcatori | 36’ Gei 67’ Dusi |

| Arbitro: | Mattea (Torino) |

|               |           |                                     |
| Di Prisco 85’ | Marcatori | 40’ (aut.) Bortoletti 49’ D'Odorico |

| Arbitro: | Curradi (Firenze) |

|                                        |           |  |
| Clocchiatti 36’ Mian 85’ D'Odorico 87’ | Marcatori |  |

| Arbitro: | Rossi |

|                            |           |  |
| Traversa 25’ Vaschetto 53’ | Marcatori |  |

| Arbitro: | Garotta (Milano) |

|             |           |          |
| Spivach 89’ | Marcatori | 7’ Dapas |

| Arbitro: | Poggipollini (Ferrara) |

|  |           |                    |
|  | Marcatori | 30’, 69’ D'Odorico |

| Arbitro: | Zamboni |

|                           |           |                       |
| Del Medico 8’ Bertoli 35’ | Marcatori | 14’ Facci 47’ Zanetti |

| Arbitro: | Catalucci (Firenze) |

|                                     |           |  |
| Sentimenti III 15’ (rig.) Banfi 39’ | Marcatori |  |

| Arbitro: | Moretti (Genova) |

|           |           |             |
| Zorzi 86’ | Marcatori | 50’ Cartoni |

| Arbitro: | Pizziolo (Firenze) |

|                                         |           |                    |
| Bollano 5’ Stella 29’ (rig.) Meroni 58’ | Marcatori | 35’, 56’ D'Odorico |

| Arbitro: | Mantovani (Ferrara) |

|  |           |           |
|  | Marcatori | 65’ Fibbi |

| Arbitro: | Goracci (Firenze) |

|                                  |           |           |
| Salati 3’ (rig.) Bottino Pizzala | Marcatori | 68’ Zorzi |

| Arbitro: | Saracini (Ancona) |

|                                                                    |           |                               |
| D'Odorico 4’, 61’, 70’ Baldassi 35’ Soldani 41’ (aut.) Bertoli 50’ | Marcatori | 79’ Montiani 89’ (rig.) Fusco |

| Arbitro: | Moretti (Genova) |

|           |           |                |
| Coppa 47’ | Marcatori | 18’ Del Medico |

| Arbitro: | Silvano (Torino) |

|                                                                 |           |               |
| Zanollo 23’, 45’ Zorzi 35’ (aut.) Marchetti 46’ Barbon 75’, 85’ | Marcatori | 15’ D'Odorico |

| Arbitro: | Matucci (Seregno) |

|                             |           |                                 |
| Dianti 59’ Zorzi 65’ (rig.) | Marcatori | 30’ Violi 35’ (rig.) Malagoli I |

| Arbitro: | Vannini (Bologna) |

|                         |           |               |
| Torti ?’ (rig.) Fiorini | Marcatori | 85’ D'Odorico |

#### Girone di ritorno
| Arbitro: | Bogetti (Cuneo) |

|          |           |  |
| Dusi 41’ | Marcatori |  |

| Udine 16 febbraio 1941 19ª giornata | Udinese           | 0 – 0 referto | Padova | Stadio Moretti\| Arbitro: \| Venutti (Trieste) \| |
| Arbitro:                            | Venutti (Trieste) |               |        |                                                   |

| Arbitro: | Savio (Torino) |

|              |           |               |
| Colaneri 12’ | Marcatori | 81’ D'Odorico |

| Arbitro: | Cardinali (Milano) |

|  |           |            |
|  | Marcatori | 51’ Tomasi |

| Arbitro: | Mantovani (Ferrara) |

|                          |           |             |
| Boldi 18’, 29’, 55’, 68’ | Marcatori | 88’ Spivach |

| Arbitro: | Donati (Milano) |

|               |           |  |
| D'Odorico 72’ | Marcatori |  |

| Arbitro: | Rosso (Torino) |

|                     |           |                           |
| Feruglio 20’ (aut.) | Marcatori | 41’ D'Odorico 54’ Bertoli |

| Udine 30 marzo 1941 25ª giornata | Udinese            | 0 – 0 referto | Modena | Stadio Moretti\| Arbitro: \| Pizziolo (Firenze) \| |
| Arbitro:                         | Pizziolo (Firenze) |               |        |                                                    |

| Arbitro: | Bertoni |

|                                                         |           |                              |
| Querci 17’ Trillini II 37’, 60’ Cartoni 42’, 85’ (rig.) | Marcatori | 19’, 27’ Donaer 32’ Baldassi |

| Udine 13 aprile 1941 27ª giornata | Udinese            | 0 – 0 referto | Liguria | Stadio Moretti\| Arbitro: \| Carminati (Milano) \| |
| Arbitro:                          | Carminati (Milano) |               |         |                                                    |

| Arbitro: | Buratti (Milano) |

|            |           |                     |
| Cerutti 3’ | Marcatori | 23’, 38’ Del Medico |

| Arbitro: | Goracci (Firenze) |

|               |           |             |
| D'Odorico 70’ | Marcatori | 73’ Pizzala |

| Pisa 4 maggio 1941 30ª giornata | Pisa             | 0 – 0 referto | Udinese | Campo Sportivo del Littorio\| Arbitro: \| Silvano (Torino) \| |
| Arbitro:                        | Silvano (Torino) |               |         |                                                               |

| Arbitro: | Coletti (Treviso) |

|              |           |  |
| Baldassi 54’ | Marcatori |  |

| Udine 12 giugno 1941 32ª giornata | Udinese               | 0 – 0 referto | Vicenza | Stadio Moretti\| Arbitro: \| Zilli (Reggio Emilia) \| |
| Arbitro:                          | Zilli (Reggio Emilia) |               |         |                                                       |

| Arbitro: | Costantini (Pescara) |

|                                                      |           |                                                 |
| Bianchi I 6’ Violi 47’ (rig.) Clocchiatti 58’ (aut.) | Marcatori | 12’ Gallo 75’ Del Medico 77’ (rig.) Clocchiatti |

| Arbitro: | Pizziolo (Firenze) |

|                                                          |           |                  |
| Bertoli 27’ D'Odorico 46’ Varoli 60’ (aut.) Baldassi 67’ | Marcatori | 84’ (rig.) Rossi |

### Coppa Italia
| Arbitro: | Curradi (Firenze) |

|                                 |           |              |
| Moro 7’, 90’ D'Odorico 12’, 75’ | Marcatori | 44’ Lombatti |

| Arbitro: | Venutti (Trieste) |

|                                        |           |  |
| Del Medico 29’, 46’, 65’ D'Odorico 85’ | Marcatori |  |

| Arbitro: | Tassini (Verona) |

|                                                |           |  |
| Alberico ?’, ?’ Loik Alberti ?’ (rig.) Mazzola | Marcatori |  |

## Statistiche

### Statistiche di squadra
| Competizione | Punti | In casa | In casa | In casa | In casa | In casa | In casa | In trasferta | In trasferta | In trasferta | In trasferta | In trasferta | In trasferta | Totale | Totale | Totale | Totale | Totale | Totale | DR |
| Competizione | Punti | G       | V       | N       | P       | Gf      | Gs      | G            | V            | N            | P            | Gf           | Gs           | G      | V      | N      | P      | Gf     | Gs     | DR |
| ------------ | ----- | ------- | ------- | ------- | ------- | ------- | ------- | ------------ | ------------ | ------------ | ------------ | ------------ | ------------ | ------ | ------ | ------ | ------ | ------ | ------ | -- |
| Serie B      | 31    | 17      | 5       | 9       | 3       | 23      | 14      | 17           | 4            | 4            | 9            | 22           | 36           | 34     | 9      | 13     | 12     | 45     | 50     | -5 |
| Coppa Italia |       | 2       | 2       | 0       | 0       | 8       | 1       | 1            | 0            | 0            | 1            | 0            | 5            | 3      | 2      | 0      | 1      | 8      | 6      | +2 |
| Totale       |       | 19      | 7       | 9       | 3       | 31      | 15      | 18           | 4            | 4            | 10           | 22           | 41           | 37     | 11     | 13     | 13     | 53     | 56     | -3 |

### Statistiche dei giocatori
| Giocatore      | Serie B  | Serie B | Coppa Italia | Coppa Italia | Totale   | Totale |
| Giocatore      | Presenze | Reti    | Presenze     | Reti         | Presenze | Reti   |
| -------------- | -------- | ------- | ------------ | ------------ | -------- | ------ |
| G. Baldassi    | ?        | ?       | 2            | 0            | 2+       | 0+     |
| L. Battoia     | ?        | ?       | -            | -            | 0+       | 0+     |
| M. Barbot      | ?        | ?       | -            | -            | 0+       | 0+     |
| C. Battaia     | ?        | ?       | 1            | 0            | 1+       | 0+     |
| A. Bertoli     | ?        | ?       | 3            | 0            | 3+       | 0+     |
| A. Calderoni   | ?        | ?       | -            | -            | 0+       | 0+     |
| G. Cantoni     | ?        | ?       | -            | -            | 0+       | 0+     |
| G. Clocchiatti | ?        | ?       | 2            | 0            | 2+       | 0+     |
| A. Del Cet     | ?        | ?       | -            | -            | 0+       | 0+     |
| A. De Jeso     | ?        | ?       | -            | -            | 0+       | 0+     |
| W. Del Medico  | ?        | ?       | 2            | 3            | 2+       | 3+     |
| A. Della Rosa  | ?        | ?       | -            | -            | 0+       | 0+     |
| De Stefano     | -        | -       | 1            | 0            | 1        | 0      |
| A. Dianti      | ?        | ?       | 3            | 0            | 3+       | 0+     |
| W. D'Odorico   | ?        | ?       | 3            | 3            | 3+       | 3+     |
| G. Donaer      | ?        | ?       | -            | -            | 0+       | 0+     |
| A. Ferigo      | ?        | ?       | -            | -            | 0+       | 0+     |
| S. Feruglio    | ?        | ?       | 3            | 0            | 3+       | 0+     |
| A. Gallo       | ?        | ?       | 2            | 0            | 2+       | 0+     |
| R. Giovannoni  | ?        | ?       | -            | -            | 0+       | 0+     |
| R. Gremese     | ?        | ?       | -            | -            | 0+       | 0+     |
| G. Mian        | ?        | ?       | -            | -            | 0+       | 0+     |
| A. Moro        | ?        | ?       | 1            | 2            | 1+       | 2+     |
| G. Rossi       | ?        | ?       | 1            | 0            | 1+       | 0+     |
| A. Spivach     | ?        | ?       | 3            | 0            | 3+       | 0+     |
| G. Tonello     | ?        | ?       | 3            | -6           | 3+       | -6+    |
| A. Varaldi     | ?        | ?       | -            | -            | 0+       | 0+     |
| B. Zorzi (II)  | ?        | ?       | 3            | 0            | 3+       | 0+     |
| L. Zorzi (I)   | ?        | ?       | -            | -            | 0+       | 0+     |